# Terry Atkinson
Terry Atkinson (né en 1939) est un artiste contemporain britannique, fondateur et ancien membre du groupe d'artistes conceptuels Art & Language.

## Biographie
Terry Atkinson étudie à la Slade School of Fine Art de Londres de 1960 à 1964. Il enseigne au Birmingham College of Art de 1964 à 1966, ainsi qu'à la Lanchester Polytechnic et à la Coventry School of Art de 1967, où il rencontre Michael Baldwin.
Terry Atkinson est membre fondateur (avec ses collègues John Bowstead, Roger Jeffs et Bernard Jennings) du groupe Fine-Artz à Londres en novembre 1963, il participe à l'exposition Action-Chair du groupe Fine-Artz à Londres en mai 1964 et au Miss Misty Show du groupe Fine-Artz à Birmingham (Université d'Aston en mai 1966. Il se sépare de Fine-Artz en mai 1966.
Il se rend ensuite, au début de l'année 1967 à New York, où il prend contact avec Sol LeWitt, Dan Graham, Carl Andre et Robert Smithson, et de juillet à septembre 1967, à Los Angeles.
Terry Atkinson commence à travailler avec Michael Baldwin sur des œuvres conceptuelles en 1967 à Coventry. En 1968, Terry Atkinson et Michael Baldwin fondent Art & Language, auquel se joignent Harold Hurrell et David Bainbridge, qui enseignent également à Coventry. Art & Language devient rapidement un groupe qui a une grande influence sur d'autres artistes en Grande-Bretagne et aux États-Unis,.
En 1969, Atkinson retourne à New York et rencontre Joseph Kosuth, Lawrence Weiner, On Kawara, Christine Kozlov et Robert Barry.
En tant que membre de Art & Language en 1972, Atkinson participe lors de la documenta 5 à Cassel au projet Index 01 dans la section Idea + Idea/Light, aux côtés des artistes Art & Language Michael Baldwin, Ian Burn, Charles Harrison, Harold Hurrell, Mel Ramsden et Joseph Kosuth,. Avec Art & Language, il est également représenté à Documenta 6 en 1977.
Atkinson quitte l'enseignement à Coventry en 1973 et quitte Art & Language l'année suivante. Il est par la suite représenté en tant qu'artiste sous son propre nom dans diverses expositions collectives, notamment à la Biennale de Venise en 1984. En 1985, il est nommé pour le Turner Prize.
Atkinson enseigne l'art à l'Université de Leeds depuis 2003.